# Zelda Fitzgerald
Zelda Sayre Fitzgerald (n. 24 iulie 1900 - d. 10 martie 1948) a fost o romancieră americană născută în Montgomery, Alabama, sub numele de Zelda Sayre, devenită faimoasă prin căsătoria cu binecunoscutul scriitor F. Scott Fitzgerald. Anii de celebritate au apărut odată cu succesul primei cărți publicate de soț, This Side of Paradise (1920).
Zelda provine dintr-o familie de șase copii, fiind cea mai mică dintre ei și astfel cea mai răsfățată. Încă din copilărie a manifestat o poftă de viață și o exuberanță ieșite din comun, având o personalitate activă. A urmat lecții de dans și balet, iar cursurile de balet au însoțit-o și pe perioada liceului. Anii de liceu au transformat-o pe Zelda Sayre într-o persoană populară, cu o viață socială bogată, prezența ei în societatea sudică fiind un eveniment constant.
Întâlnirea cu F. Scott Fitzgerald are loc într-un club de muzică country, la scurt timp după încheierea studiilor liceale. În ciuda afinității dintre ei, familia Zeldei îi prezintă acesteia posibilitățile financiare limitate pe care i le-ar putea oferi continuarea unei relatii cu F. Scott Fitzgerald. Cel mai important aspect este că scriitorul nu este capabil să întrețină o familie. În lumina acestor informații, relația dintre Zelda și Scott a continuat ca un simplu flirt nevinovat prin intermediul scrisorilor. Zelda se întâlnește în tot acest timp și cu alți bărbați, lucru care îl stimulează pe scriitor să muncească asiduu pentru a-și publica prima carte și a-și găsi o stabilitate financiară. În martie 1920, Scott îi scrie Zeldei că romanul său This Side Of Paradise va fi publicat, și o roagă să-l viziteze la New York pentru a aranja detaliile căsătoriei dintre ei doi.
Căsătoria dintre Zelda Sayre și F. Scott Fitzgerald are loc pe 3 aprilie 1920 în New York. Cuplul trăiește puțin în America și se mută ulterior în Europa, unde cercul social al scriitorului se extinde, pe când relația dintre cei doi se transformă și se răcește. Folosindu-se de conflictele dintre ei, Scott gaseste o noua sursa de inspiratie și chiar foloseste paragrafe din jurnalele soției sale pentru a-și desena eroinele romanelor. Zelda isi cauta noi activitati și se gandeste chiar la definirea unei identități artistice scriind articole și scurte nuvele. În tot aceste timp se folosește de balet ca formă de exprimare a sentimentelor sale și ajunge până la episoade de epuizare. Mariajul continuă în declin și cuplul se întoarce în America. Zelda este internată și iși va petrece anii de viață pictând și lucrând la două romane. Primul dintre acestea Save Me The Waltz va fi publicat în 1932 și descrie imaginea căsătoriei sale.